# Imperatriz Eugénie cercada por suas damas de companhia
Imperatriz Eugénie Rodeada por suas Damas de Companhia é um óleo sobre tela do artista alemão Franz Xaver Winterhalter concluído em 1855. Apresenta a imperatriz da França, Eugénie de Montijo, e oito de suas damas de companhia. A pintura foi exibida no Palácio de Fontainebleau durante o Reinado do marido de Eugénie, Napoleão III. Após o exílio de Eugénie na Inglaterra, a pintura foi entregue a ela e depois exibida na entrada de sua casa em Farnborough Hill. Atualmente está em exibição no Château de Compiègne.

## Galeria de Identificação dos Personagens

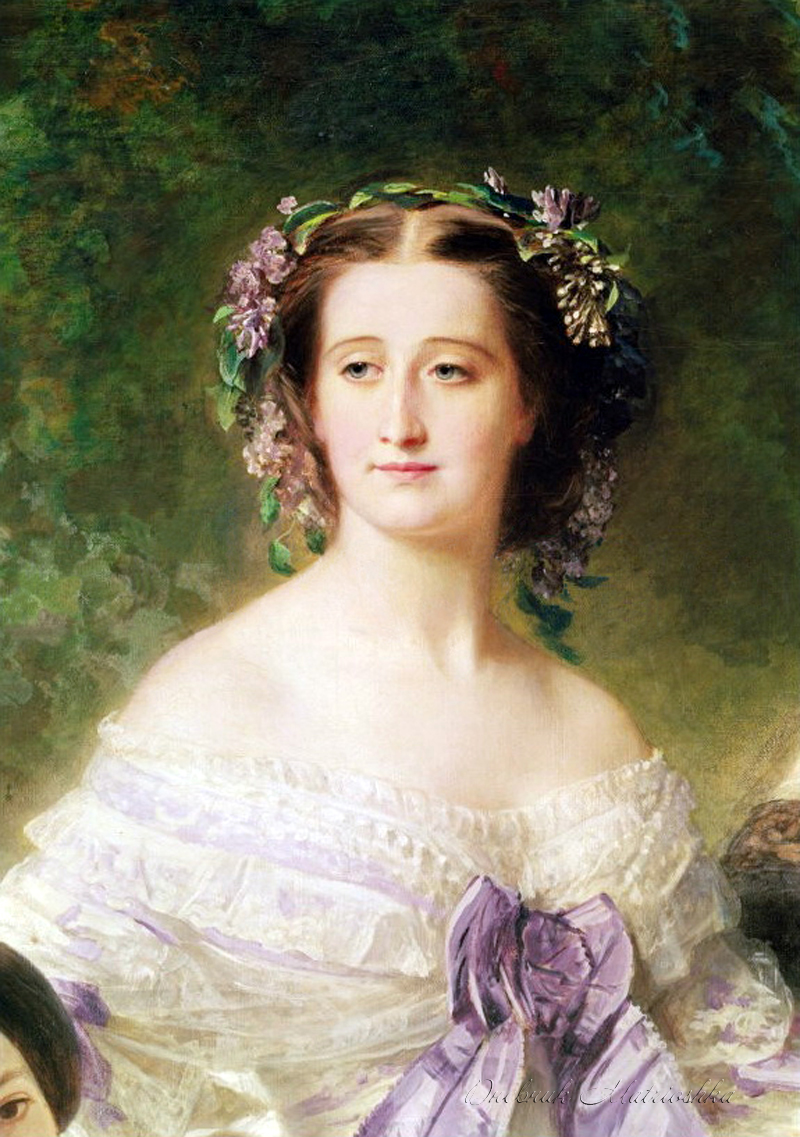
Eugénie de Montijo
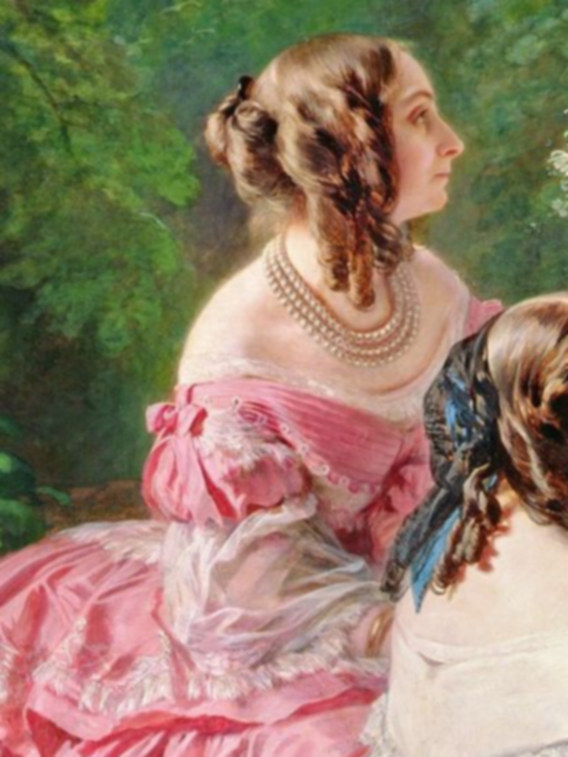
Anne d'Essling
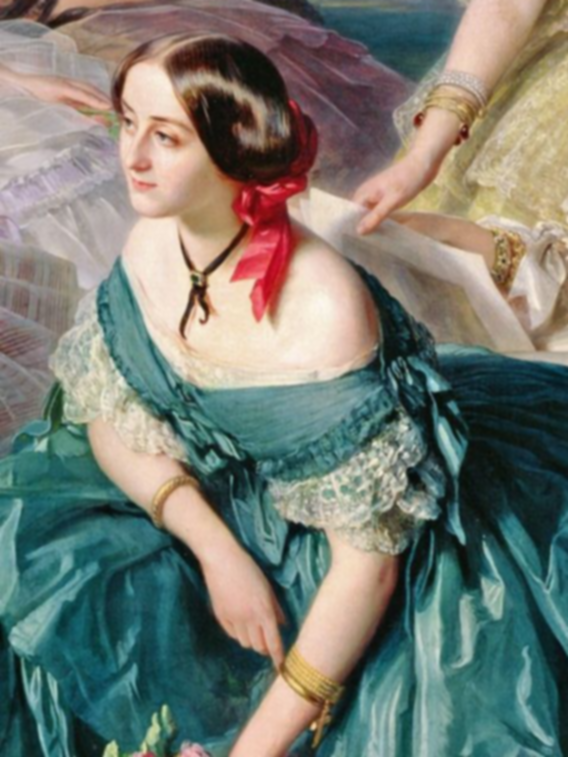
Adrienne de Villeneuve-Bargemont
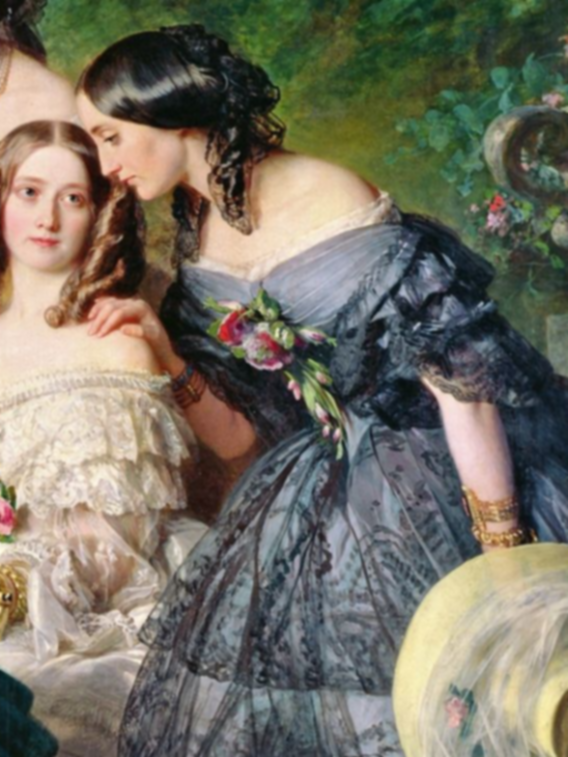
Anne Eve Mortier de Trévise
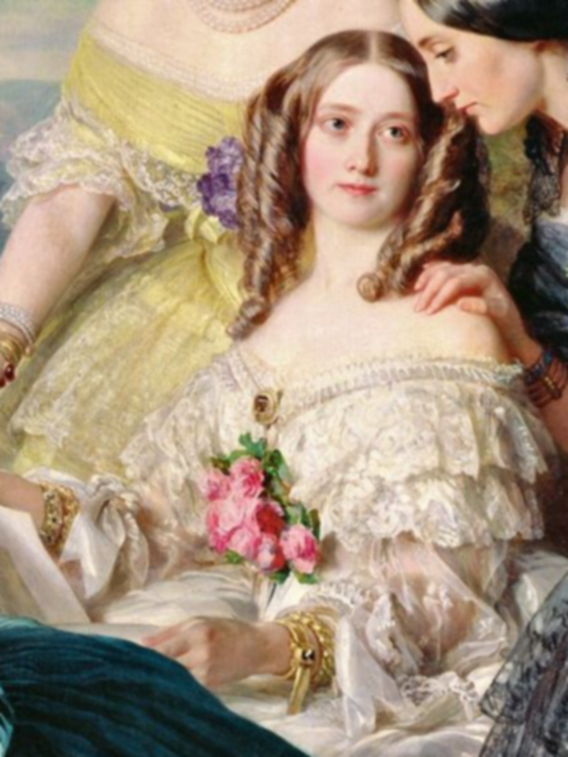
Claire Emilie MacDonnel
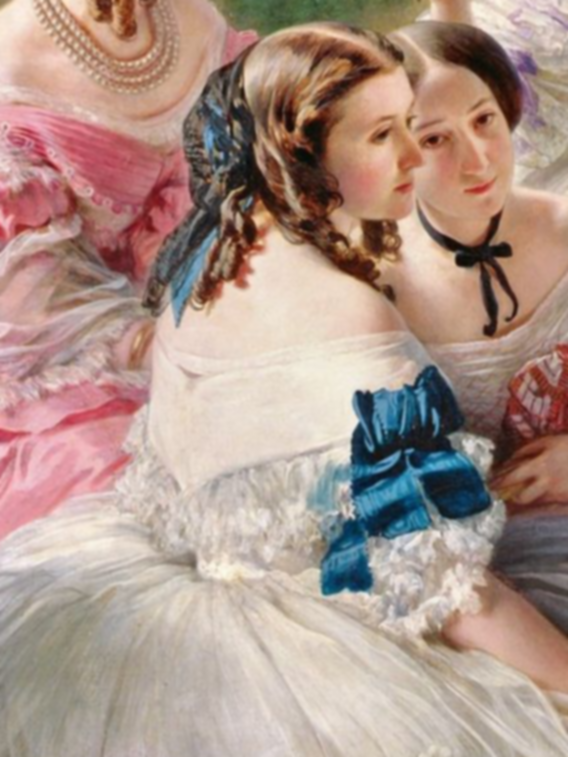
Jane Thorne
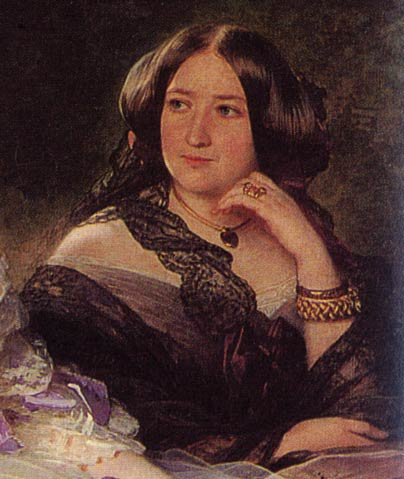
Pauline de Bassano
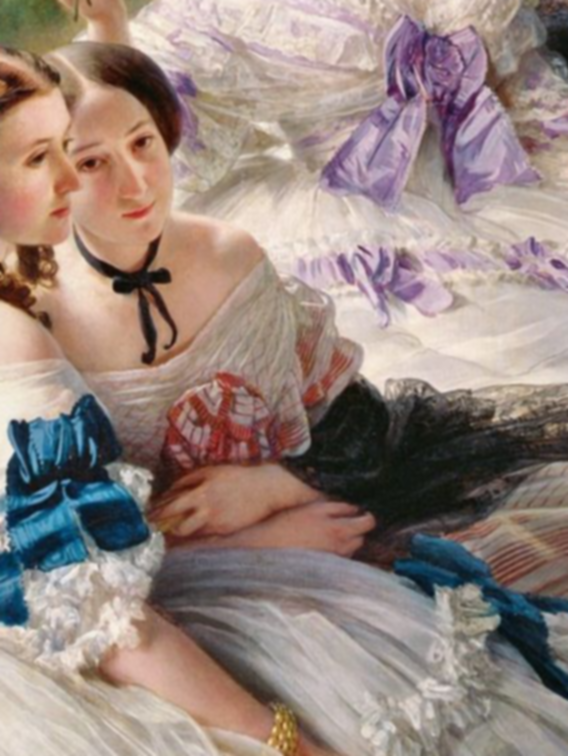
Louise Poitelon du Tarde
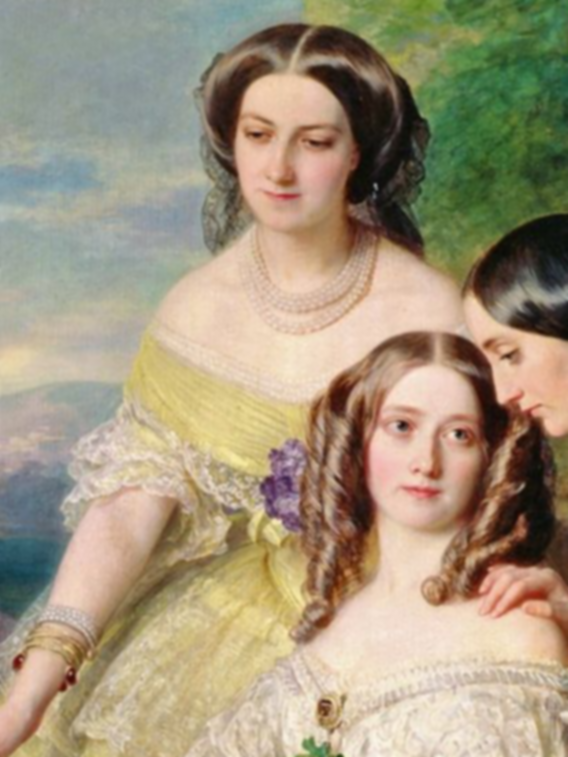
Nathalie de Ségur